# Gościszów
Gościszów (Duits: Gießmanndorf) is een plaats in het Poolse district  Bolesławiecki, woiwodschap Neder-Silezië. De plaats maakt deel uit van de gemeente Nowogrodziec en telt 1490 inwoners.

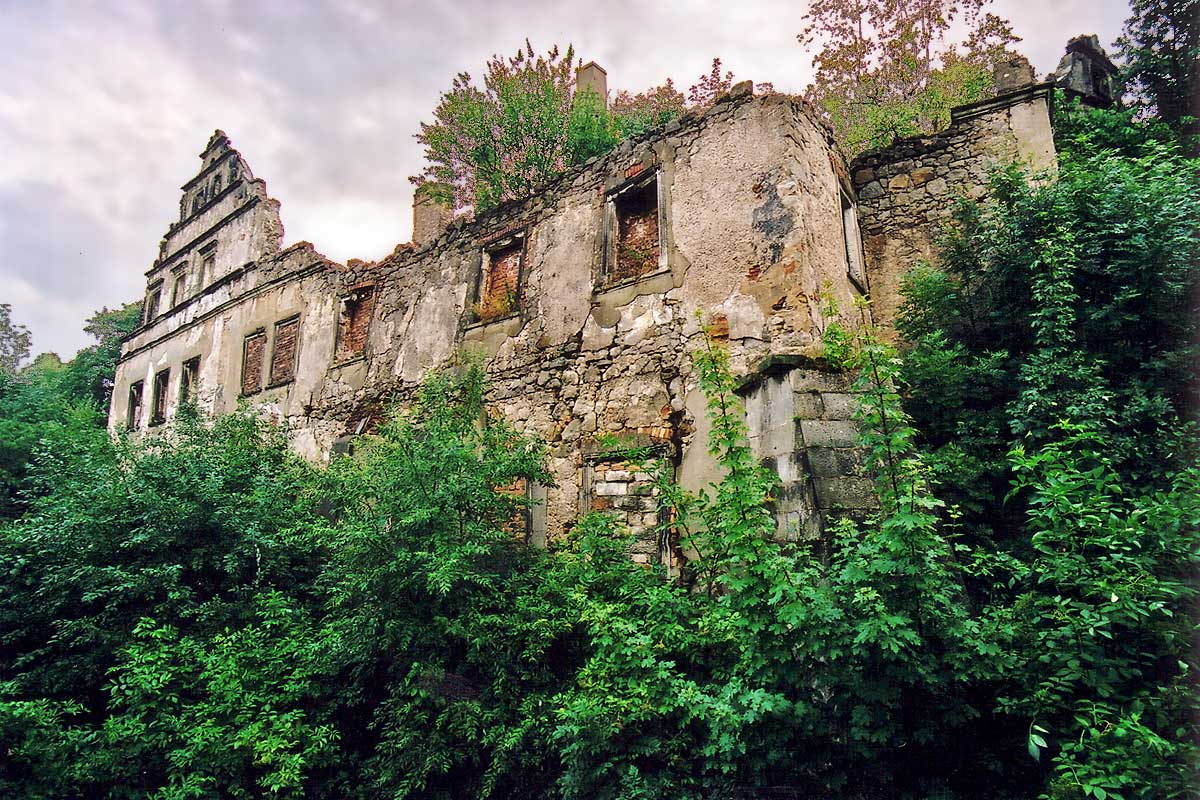
Ruïne